# Cormelles-le-Royal
Cormelles-le-Royal est une commune française, située dans le département du Calvados en région Normandie, peuplée de 5 273 habitants.

## Géographie

### Localisation
Cormelles-le-Royal se situe en plaine de Caen, dans la banlieue sud de Caen. Son centre est à 4,5 km du centre de la capitale régionale.

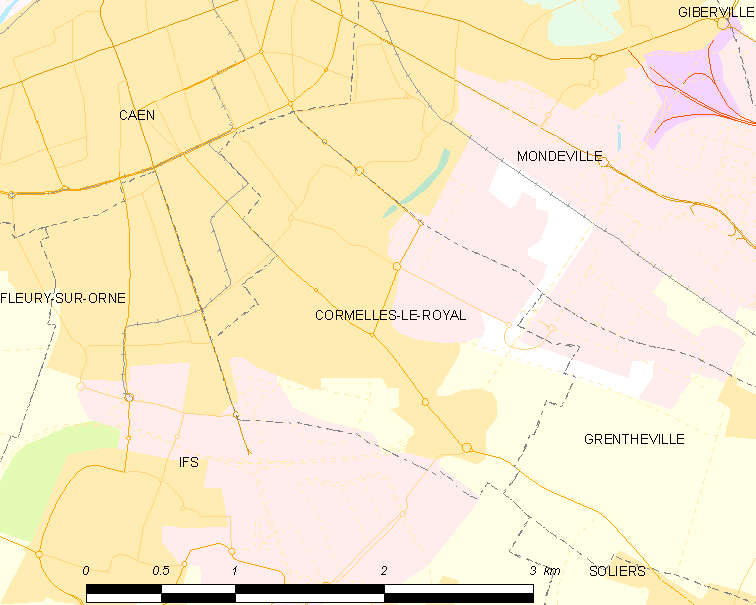
Les communes limitrophes sont Caen, Mondeville, Grentheville et Ifs.

### Géologie et relief
Le point culminant (37 m) se situe en limite sud, près de l'échangeur du périphérique sud. Le point le plus bas (13 m) correspond à la sortie de l'unique cours d'eau de la commune du territoire, au nord-est.

### Hydrographie
La commune est située dans le bassin Seine-Normandie. Elle n'est drainée par aucun cours d'eau,.

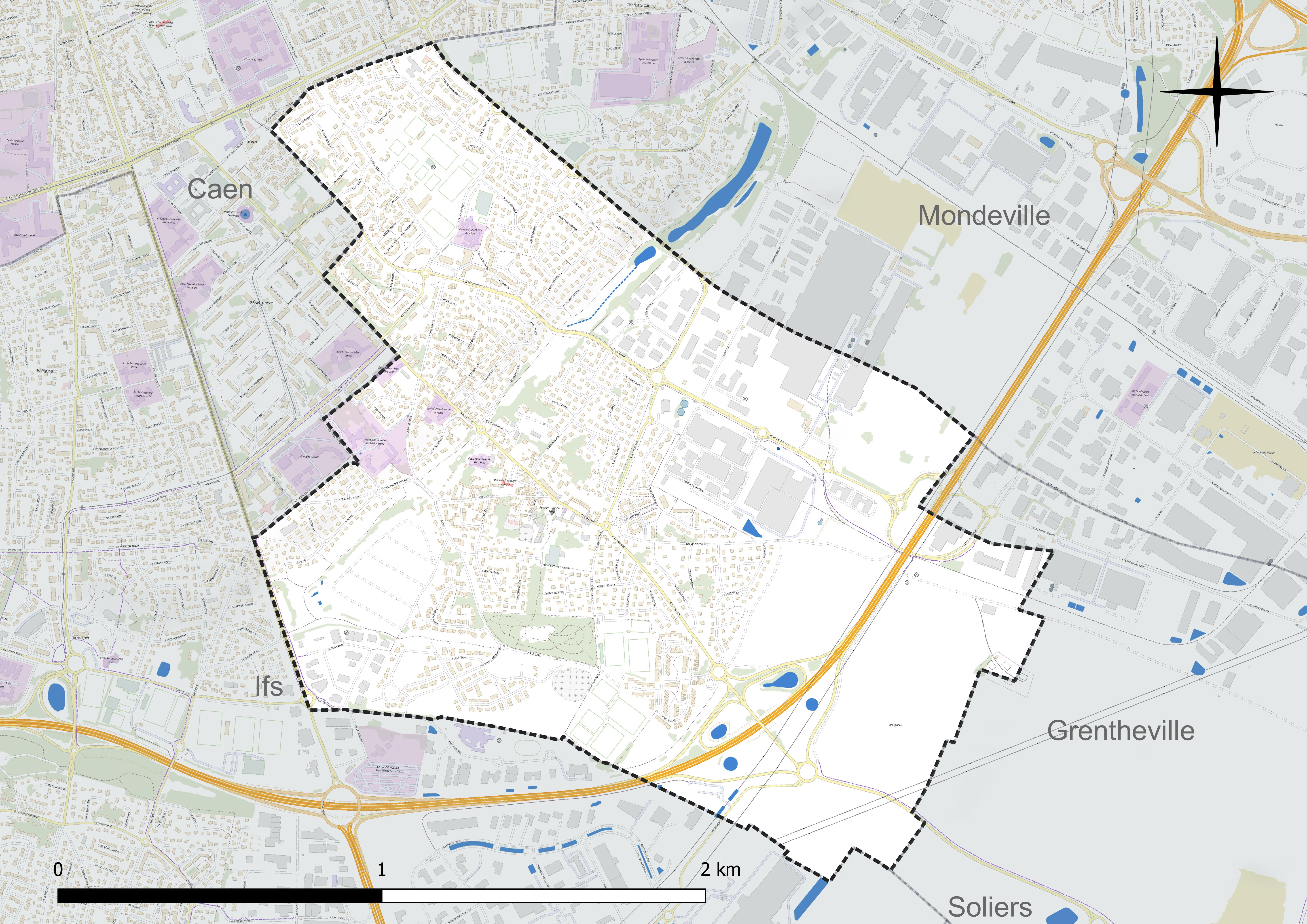
Réseau hydrographique de Cormelles-le-Royal.

.

### Climat
Pour des articles plus généraux, voir Climat de la Normandie et Climat du Calvados.
En 2010, le climat de la commune est de type climat océanique altéré, selon une étude du CNRS s'appuyant sur une série de données couvrant la période 1971-2000. En 2020, Météo-France publie une typologie des climats de la France métropolitaine dans laquelle la commune est exposée à un climat océanique et est dans la région climatique Normandie (Cotentin, Orne), caractérisée par une pluviométrie relativement élevée (850 mm/a) et un été frais (15,5 °C) et venté. Parallèlement le GIEC normand, un groupe régional d'experts sur le climat, différencie quant à lui, dans une étude de 2020, trois grands types de climats pour la région Normandie, nuancés à une échelle plus fine par les facteurs géographiques locaux. La commune est, selon ce zonage, exposée à un « climat des plateaux abrités », correspondant à la plaine agricole de Caen à Falaise, sous le vent des collines de Normandie et proche de la mer, se caractérisant par une pluviométrie et des contraintes thermiques modérées.
Pour la période 1971-2000, la température annuelle moyenne est de 10,7 °C, avec  une amplitude thermique annuelle de 12,1 °C. Le cumul annuel moyen de précipitations est de 681 mm, avec 11,7 jours de précipitations en janvier et 7,2 jours en juillet. Pour la période 1991-2020, la température moyenne annuelle observée sur la station météorologique la plus proche, située sur la commune de Carpiquet à 9 km à vol d'oiseau, est de 11,5 °C et le cumul annuel moyen de précipitations est de 740,3 mm,. Pour l'avenir, les paramètres climatiques de la commune estimés pour 2050 selon différents scénarios d'émission de gaz à effet de serre sont consultables sur un site dédié publié par Météo-France en novembre 2022.

## Urbanisme

### Typologie
Au 1er janvier 2024, Cormelles-le-Royal est catégorisée grand centre urbain, selon la nouvelle grille communale de densité à 7 niveaux définie par l'Insee en 2022.
Elle appartient à l'unité urbaine de Caen, une agglomération intra-départementale dont elle est une commune de la banlieue,. Par ailleurs la commune fait partie de l'aire d'attraction de Caen, dont elle est une commune du pôle principal,. Cette aire, qui regroupe 296 communes, est catégorisée dans les aires de 200 000 à moins de 700 000 habitants,.

### Occupation des sols
L'occupation des sols de la commune, telle qu'elle ressort de la base de données européenne d'occupation biophysique des sols Corine Land Cover (CLC), est marquée par l'importance des territoires artificialisés (83,2 % en 2018), en augmentation par rapport à 1990 (72 %). La répartition détaillée en 2018 est la suivante : 
zones urbanisées (62,2 %), zones industrielles ou commerciales et réseaux de communication (21 %), terres arables (12,6 %), prairies (4,2 %). L'évolution de l'occupation des sols de la commune et de ses infrastructures peut être observée sur les différentes représentations cartographiques du territoire : la carte de Cassini (XVIIIe siècle), la carte d'état-major (1820-1866) et les cartes ou photos aériennes de l'IGN pour la période actuelle (1950 à aujourd'hui).

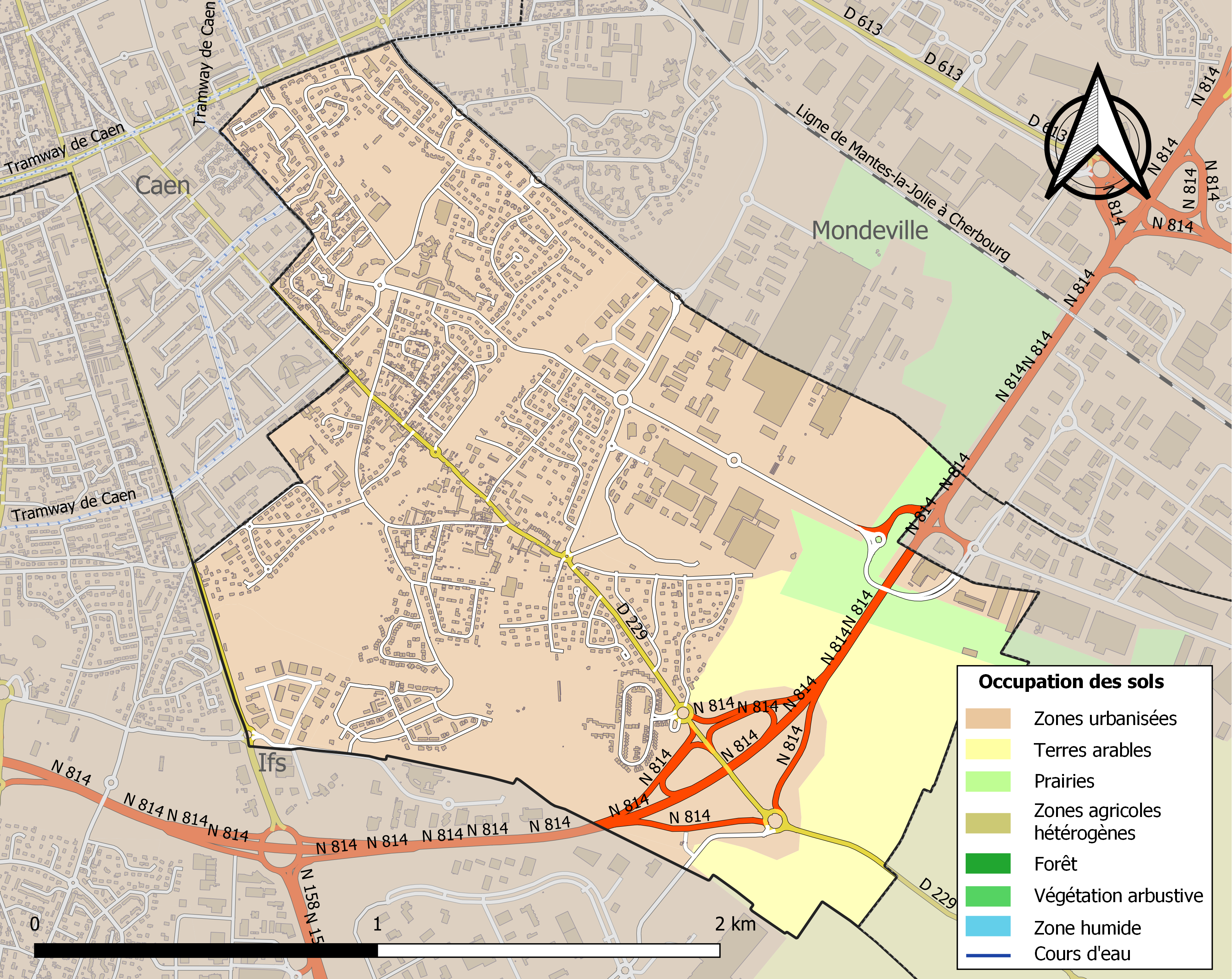
Carte des infrastructures et de l'occupation des sols de la commune en 2018 (CLC).

## Toponymie
Le nom de la localité est attesté sous les formes Cormellis vers 1070 et Cormellæ en 1195.
L'origine du toponyme n'est pas clairement établie, mais Albert Dauzat et Charles Rostaing émettent l'hypothèse de l'ancien français corme, « sorbe » avec le diminutif -ella. Il semble désigner un lieu planté de cormiers (arbre de la famille des sorbiers), dont la corme (fruit) servait à fabriquer une boisson appelée cormée, une sorte de cidre.
 
Une autre version proviendrait du pré-latin corn dérivé de la base cor  qui veut dire « escarpement ou hauteur » ( Cormelles est sur les hauteurs de Caen). Associé au suffixe romain mella, cela a donné le nom de Cormellæ en 1195.
Royal est une allusion à des privilèges accordés aux habitants de cette localité par Philippe VI par lettres patentes du 22 juin 1347.
Au cours de la période révolutionnaire de la Convention nationale (1792-1795), la commune, créée à partir de la paroisse de Cormelles-le-Royal a porté le nom de Cormelles-le-Libre en 1789 qui fut ensuite écourté en Cormelles en 1793, Coronelles en 1801.
Le déterminant « le-Royal » est à nouveau ajouté en 1969.
Le gentilé est Cormellois.

## Histoire
Le territoire de la Guérinière faisait autrefois partie de Cormelles, la limite nord de la commune suivant le chemin aux Bœufs entre la route de Falaise et le chemin de la Sente-de-Mondeville (actuellement boulevard de l'Avenir). La famille de la Guérinière y possédait un château, situé entre les actuelles rues de la Charité, du Clos-du-Monastère et du Champ-de-Foire. Le château a été détruit pendant la bataille de Caen. En 1875, la ville de Caen a acheté les 27 ha de terrain de l'académie d'équitation de Caen, située sur le domaine du château de la Guérinière, pour y aménager un champ de manœuvre pour les garnisons de la ville. Le 4 juin 1952, ce territoire a été officiellement rattaché à la commune de Caen par arrêté préfectoral.
Durant la bataille de Normandie, le village est fortifié par les Allemands, peu avant le déclenchement des opérations Goodwood et Atlantic par les Britanniques et les Canadiens Le village est libéré le 19 juillet 1944 par les bataillons du Canadian Scottish et la North Nova Scotia Highlanders appartenant à la 3e division d'infanterie canadienne après des combats contre des soldats de la 272e division d'infanterie allemande. Trois semaines plus tard, des troupes canadiennes et polonaises s'y rassemblent en vue du lancement de l'opération Totalize. Le 8 août, l'aviation américaine les bombarde par erreur provoquant des pertes.
La commune de Cormelles-le-Royal a été décorée de la Croix de guerre 1939-1945 le 20 février 1949 car « plus qu'à demi-détruite au cours de la bataille de Caen ».

## Politique et administration

### Liste des maires
| Période                                  | Période          | Identité                 | Étiquette | Qualité                                                        |
| ---------------------------------------- | ---------------- | ------------------------ | --------- | -------------------------------------------------------------- |
| Les données manquantes sont à compléter. |                  |                          |           |                                                                |
|                                          | juillet 1802     | Pierre-Alexandre Boisard |           |                                                                |
| 1802                                     | juillet 1804     | Jean-François Leroy      |           |                                                                |
| juillet 1804                             | juillet 1814     | Jean-François Scelles    |           |                                                                |
| juillet 1814                             | novembre 1824    | Jean-Jacques Bailleul    |           |                                                                |
| novembre 1824                            | avril 1832       | Jean-Baptiste Bonnaire   |           |                                                                |
| avril 1832                               | août 1837        | Jean-Baptiste Gueroult   |           |                                                                |
| août 1837                                | 1844             | Michel Boisard           |           |                                                                |
| 1844                                     | juillet 1848     | Laurent Hermilly         |           |                                                                |
| juillet 1848                             | juillet 1855     | Jean Fouet               |           |                                                                |
| juillet 1855                             | août 1878        | Frédéric Le Roy          |           | Propriétaire                                                   |
| août 1878                                | octobre 1878     | Benjamin Blouet          |           |                                                                |
| octobre 1878                             | mai 1884         | Pierre Mathon            |           |                                                                |
| mai 1884                                 | mai 1888         | Emmanuel Lechevallier    |           |                                                                |
| mai 1888                                 | mai 1896         | Jean-Baptiste Dérel      |           |                                                                |
| mai 1896                                 | 25 décembre 1903 | Eugène Gathelot          |           | Propriétaire du château de la Guérinière                       |
| jan 1904                                 | novembre 1919    | Armand Lefort            |           | Agriculteur                                                    |
| novembre 1919                            | mai 1935         | Joseph Fossard           |           |                                                                |
| mai 1935                                 | Juin 1952        | Paul Oblin               |           | Agriculteur                                                    |
| juin 1952                                | mai 1953         | Paul Oblin               |           | Agriculteur                                                    |
| mai 1953                                 | mars 1959        | Charles Brient           |           |                                                                |
| mars 1959                                | mars 1971        | Charles Fouques          |           | Artisan peintre                                                |
| mars 1971                                | mars 1983        | Charles Auvray           |           | Maire honoraire Réélu en 1977                                  |
| mars 1983                                | mars 2014        | Bernard Oblin            | DVD       | Agriculteur                                                    |
| mars 2014                                | En cours         | Jean-Marie Guillemin     | SE-DVD    | Cadre dans l'industrie 10e vice-président de la CU Caen la Mer |

Le conseil municipal est composé de vingt-sept membres dont le maire et sept adjoints.

### Circonscription
En 1793, la commune est incorporée au canton du Mesnil-Frémentel, dans le district de Caen. En 1801, elle est rattachée à l'arrondissement de Caen, d'abord au canton de Caen-Sud, puis à celui de Caen-Est en 1815, de nouveau à celui de Caen-Sud en 1967 et au canton de Caen-10 en 1982. En 2015, dans le cadre du redécoupage cantonal de 2014, la commune est rattachée au canton d'Ifs.

### Jumelages
- Combe Martin (Royaume-Uni) depuis 1977.
- Röthlein (Allemagne) depuis 1990.

## Équipements et services publics

### Enseignement
La commune dispose de deux écoles maternelles : l'école maternelle des Verts Prés et l'école maternelle des Drakkars. Elles ont chacune une petite, une moyenne et une grande section réparties en deux ou trois classes.
Elle dispose de deux écoles élémentaires : l'école élémentaire de la Vallée et l'école élémentaire des Drakkars, pour les classes du CP, CE1, CE2, CM1 et CM2.

## Population et société

### Démographie
L'évolution du nombre d'habitants est connue à travers les recensements de la population effectués dans la commune depuis 1793. Pour les communes de moins de 10 000 habitants, une enquête de recensement portant sur toute la population est réalisée tous les cinq ans, les populations de référence des années intermédiaires étant quant à elles estimées par interpolation ou extrapolation. Pour la commune, le premier recensement exhaustif entrant dans le cadre du nouveau dispositif a été réalisé en 2007.
En 2022, la commune comptait 5 273 habitants, en évolution de +8,41 % par rapport à 2016 (Calvados : +1,58 %, France hors Mayotte : +2,11 %).
| 1793 | 1800 | 1806 | 1821 | 1831 | 1836 | 1841 | 1846 | 1851 |
| ---- | ---- | ---- | ---- | ---- | ---- | ---- | ---- | ---- |
| 185  | 216  | 218  | 216  | 229  | 308  | 268  | 277  | 280  |

| 1856 | 1861 | 1866 | 1872 | 1876 | 1881 | 1886 | 1891 | 1896 |
| ---- | ---- | ---- | ---- | ---- | ---- | ---- | ---- | ---- |
| 251  | 276  | 293  | 281  | 268  | 273  | 254  | 276  | 233  |

| 1901 | 1906 | 1911 | 1921 | 1926 | 1931 | 1936 | 1946 | 1954  |
| ---- | ---- | ---- | ---- | ---- | ---- | ---- | ---- | ----- |
| 283  | 281  | 306  | 397  | 461  | 505  | 554  | 672  | 1 174 |

| 1962  | 1968  | 1975  | 1982  | 1990  | 1999  | 2006  | 2007  | 2012  |
| ----- | ----- | ----- | ----- | ----- | ----- | ----- | ----- | ----- |
| 1 629 | 1 862 | 3 099 | 3 442 | 4 604 | 4 599 | 4 452 | 4 431 | 4 818 |

| 2017  | 2022  | - | - | - | - | - | - | - |
| ----- | ----- | - | - | - | - | - | - | - |
| 4 898 | 5 273 | - | - | - | - | - | - | - |

### Manifestations culturelles et festivités
L'OMACL (Organisation de manifestations, culturelles et de loisirs), depuis 1985, association de bénévoles, qui a pour but d'animer et de divertir la commune par de diverses manifestations (cabaret, théâtre, chanson, sortie culturelle).

### Sports et loisirs
L'Entente sportive Cormelles-le-Royal fait évoluer une équipe féminine de football en ligue de Basse-Normandie après avoir évolué plusieurs années au niveau national (2e division en 2013-14), et trois équipes masculines en divisions de district.
Cormelles-le-Royal présente aussi des équipes de tennis et de judo.

## Économie
La commune a hébergé une usine pyrotechnique de 1916 à 1919. Sur son emplacement, une usine Moulinex est construite en 1963. Elle ferme en 2001.

## Culture locale et patrimoine

### Lieux et monuments

#### La mairie
Les services de la mairie sont installés dans l'ancien presbytère de la paroisse. Le bâtiment, aux lignes simples, a été construit en pierre de Caen en 1738 par l'abbé Pierre Manchon de Gournay, à ses frais, sur un terrain appartenant à la cure de Cormelles. L'escalier intérieur en pierre est pourvu d'une superbe rampe en fer forgé du XVIIIe siècle ornée des initiales de l'abbé.
Dès 1794, le culte catholique étant supprimé dans la paroisse de Cormelles, le presbytère est loué par la commune à des familles cormelloises qui s'y partagent l'habitation. Une des pièces fait office de mairie et de salle de conseil municipal. De 1802 à 1826, la paroisse d'Ifs dont dépend Cormelles, prend possession du presbytère et de l'église.
Après 1945, des familles sinistrées y sont relogées. C'est en 1970 que la mairie y installe définitivement ses services. Le développement de la commune entraîne, en 1999, la nécessité d'un agrandissement des bureaux. Une nouvelle aile construite côté rue des Écoles, en pierre de Caen, s'harmonise avec l'ancien presbytère. Devant cette façade, les jardins très fleuris en font un espace public agréable.

#### L'église de Cormelles-le-Royal
Placée sous l'invocation de saint Martin, l'église située au cœur du bourg, ne présente pas d'intérêt architectural particulier. Construite en pierre calcaire au cours des XVIe et XVIIe siècles sur l'emplacement d'une chapelle, elle subit les affres de l'histoire et du temps.
La tour actuelle, en forme de cloche, fut édifiée en 1776 à la suite du tremblement de terre qui ébranla la tour carrée. Endommagée à la suite des bombardements de 1944, l'église a par la suite été restaurée. Les vitraux ont été posés en 1958. La grille en fer forgé du chœur est l'œuvre d'un Cormellois qui a fait également don du chemin de croix en bois.

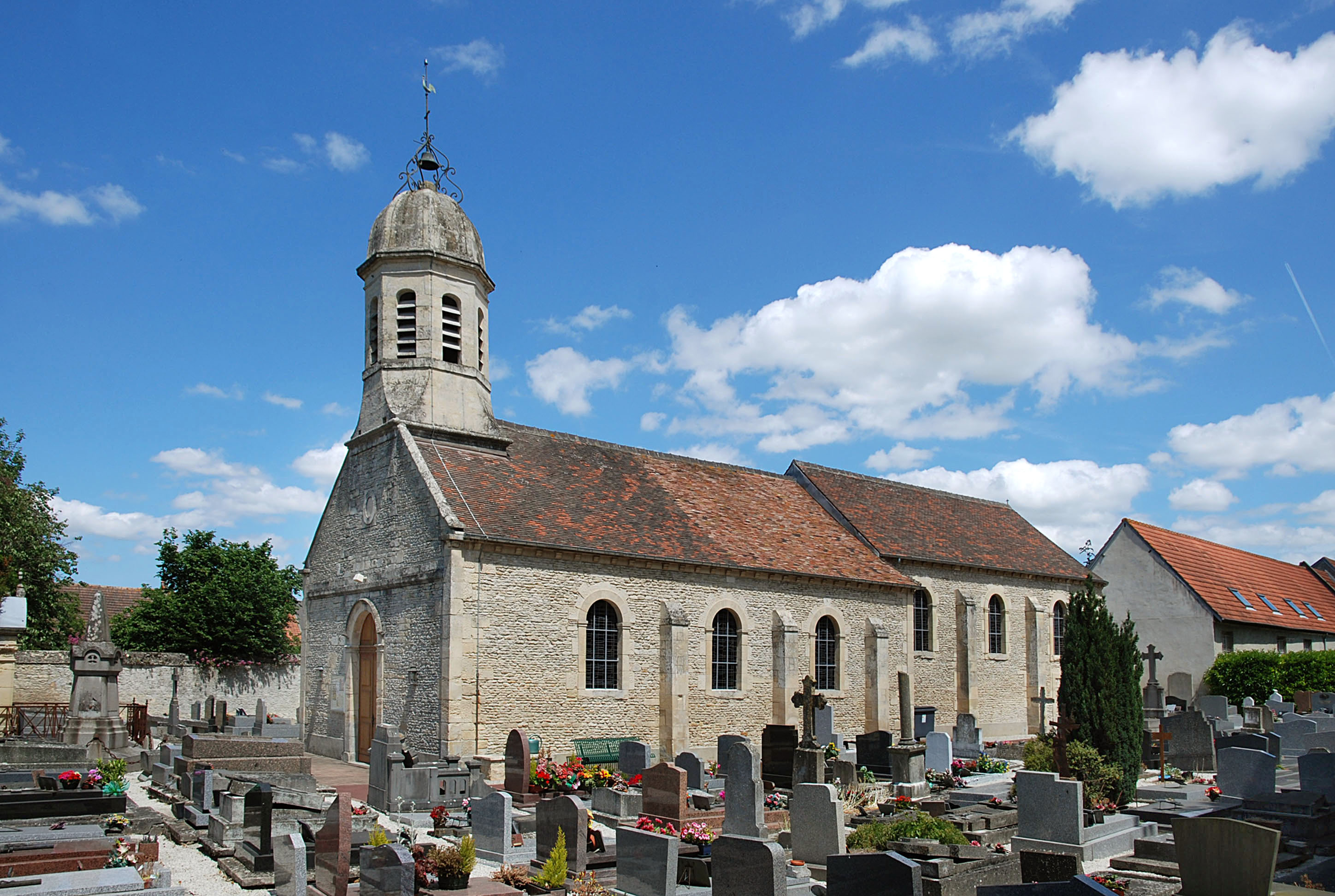
L'église Saint-Martin.
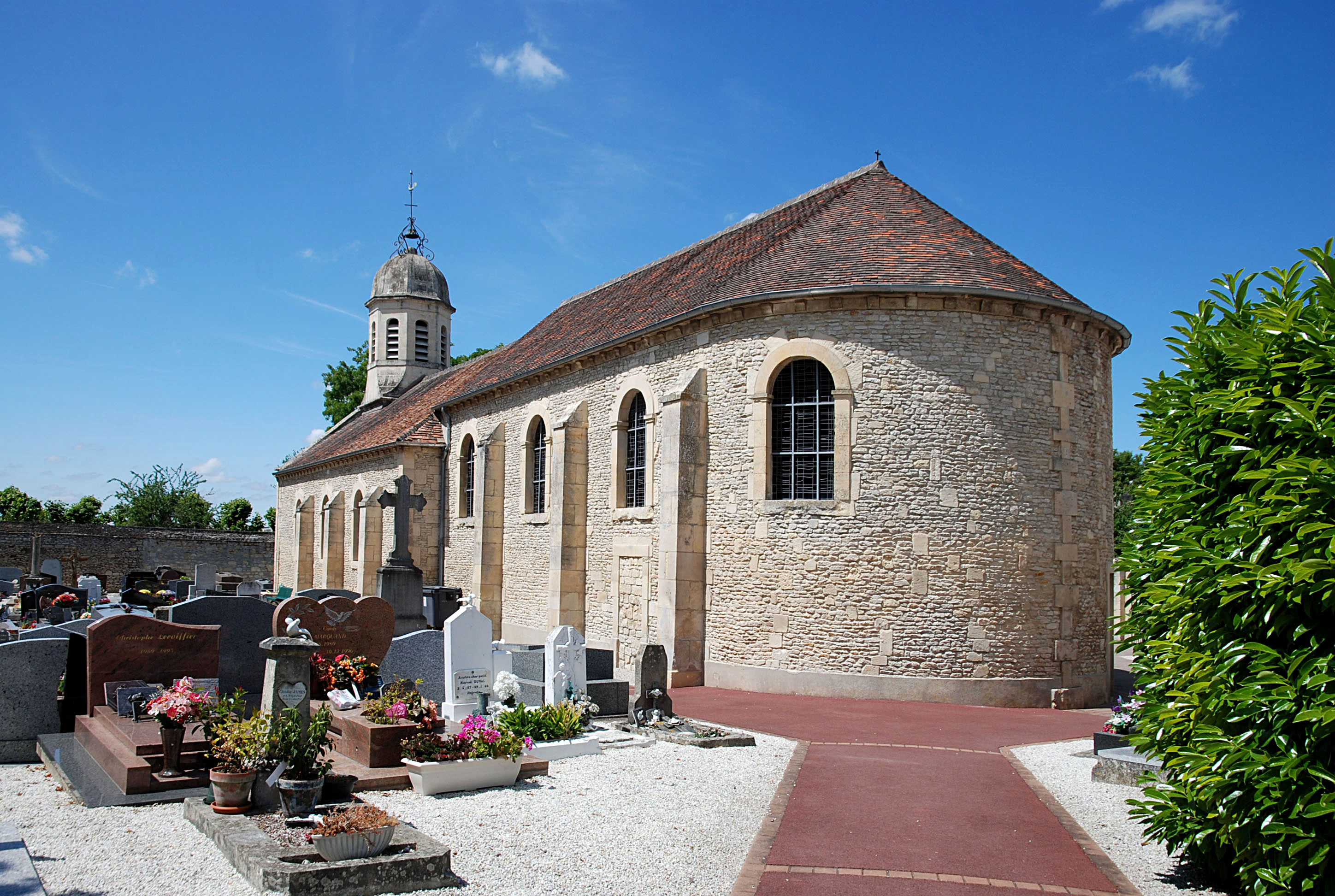
L'église Saint-Martin.
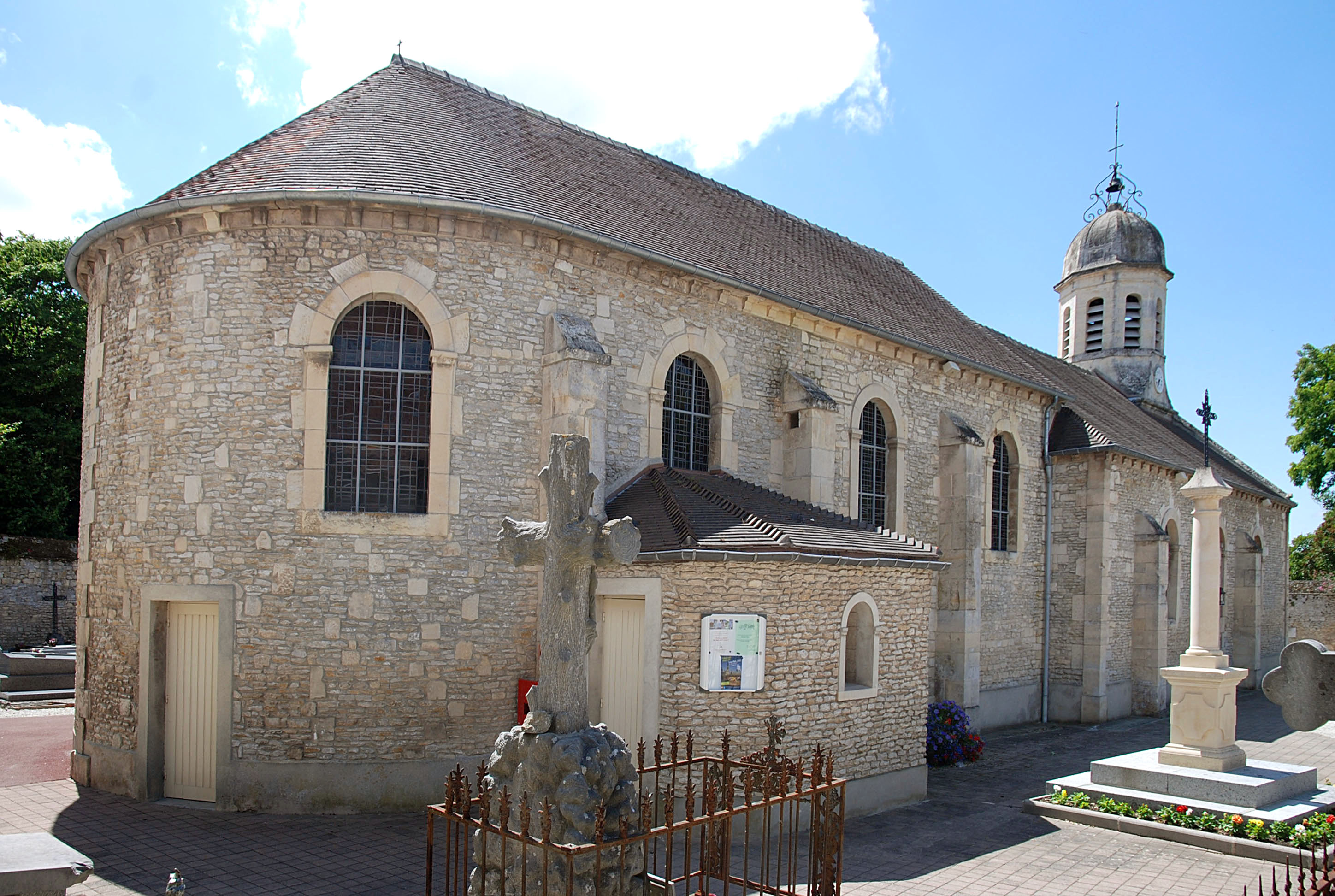
L'église Saint-Martin.

#### Autres monuments
- Le calvaire monument aux morts des deux guerres mondiales dans la rue Grentheville.

### Personnalités liées à la commune
- Gilles-André de La Rocque, historiographe, héraldiste de Louis XIV et de la maison d'Harcourt, chevalier de l'ordre de Saint-Michel, auteur de l'histoire de la maison d'Harcourt, il est né à Cormelles en 1597 (1598). Il est membre de l'académie des belles lettres de Caen.
- M. de Bonnaire, célèbre par l'industrie des blondes (dentelles de soie) est mort en 1832. Il a été maire de Cormelles et un bienfaiteur pour la commune. La mode ayant fait prévaloir l'usage des dentelles de soie, M. Bonnaire et quelques autres fabricants de l'arrondissement de Caen, ont perfectionné et enrichi cette dentelle qui était recherchée dans toute l'Europe.
- Samuel Bochart, né en 1599 à Rouen, fils d'un pasteur de Caen. Il fait ses études à Paris, Sedan, Saumur, Oxford et Leyde. Il est nommé à Caen sur une place vacante de pasteur en juin 1624. En 1652, 1653, il est invité par la reine Christine de Suède pour développer la théologie réformée. En 1653, il est nommé à la tête de l'académie des Arts et Belles Lettres de Caen dont le siège est l'hôtel du Grand Cheval (hôtel d'Escoville). Écrivain, nous trouvons parmi ses œuvres : Polémique avec le jésuite Véron (1628), Géographie sacrée (1628), l'Héroïcon (1663). Marié à Suzanne de Béversluys, il eut une fille Esther qui épousa le 14 novembre 1649 Pierre Lesueur, sieur de Cormelles et de Colleville, Conseiller au parlement de Normandie. Il mourut le 16 mai 1667 au cours d'une discussion de l'académie des Arts et Belles Lettres. Étant protestant, il ne pouvait pas être enterré dans le cimetière de la commune, il le fut donc chez son gendre, Pierre Lesueur « Dans un bosquet (qui portait le nom de bois aux Protestants), maintenant transformé en herbage, borné en partie vers le nord par les restes du manoir seigneurial de Cormelles et joignant immédiatement la delle appelée le clos du pavillon, le corps étant enterré à 2,60 m du mur qui sépare cet herbage du cimetière et des jardins de M. Marguere à 10 m vers le sud de l'angle aigu formé par la rencontre de ce mur avec celui du cimetière communal. »
- Jules Morière (1817 à Cormelles-le-Royal - 1888), naturaliste.

### Héraldique
| Armes de Cormelles-le-Royal | Les armes de la commune de Cormelles-le-Royal se blasonnent ainsi : D'azur à la tour crénelée de cinq pièces d'or, ouverte du champ, maçonnée de sable, accompagnée de trois fleurs de lys aussi d'or, au chef cousu de gueules chargé de deux léopards affrontés d'or. Les deux léopards d'or sur champ de gueules rappellent les armes de la Normandie. |